# Chymsydia
Chymsydia là chi thực vật có hoa trong họ Apiaceae.